# Waldau (Kassel)
Waldau, Kassel-Waldau – okręg administracyjny Kassel, w Niemczech, w kraju związkowym Hesja. W grudniu 2015 roku okręg liczył 6463 mieszkańców.